# Jakow Szeko
Jakow Wasiljewicz Szeko (ros. Яков Васильевич Шеко, ur. w marcu 1893 we wsi Jeśkowo w powiecie krasnińskim, zm. 5 czerwca 1938) – radziecki dowódca wojskowy, komdiw.

## Życiorys
Uczestnik I wojny światowej w stopniu sztabskapitana rosyjskiej armii, od czerwca 1918 w Armii Czerwonej. Od 22 lipca 1918 zastępca dowódcy 5 Pułku Bychowskiego, od 30 VIII 1918 dowódca 152 Pułku Strzeleckiego. Szef sztabu 1 Armii Konnej Budionnego przy I. Apanasience w czasie wojny z Polską VIII-IX 1920. Według dziennika Izaaka Babla z 18 sierpnia 1920 Szeko wraz z Apanasienką popierali mordowanie jeńców. 
W 1921 ukończył Wojskową Akademię Armii Czerwonej, do stycznia 1922 zarządzał sprawami inspekcji kawalerii Armii Czerwonej. I-VII 1922 dowódca 1 Tomskiej Dywizji Kawalerii, od listopada 1922 zastępca szefa sztabu 11 Korpusu Strzeleckiego, od czerwca 1923 zastępca dowódcy 16 Symbirskiej Dywizji Strzeleckiej, od października 1924 dowódca i komisarz 20 Dywizji Strzeleckiej, marzec 1927 - lipiec 1930 szef Głównego Sztabu Mongolskiej Armii Ludowej, od IX 1930 dowódca i komisarz 1 Korpusu Piechoty, od VII 1931 pomocnik dowodzącego wojskami Moskiewskiego Okręgu Wojskowego, od I 1932 w dyspozycji ludowego komisarza obrony ZSRR, oddelegowany na stanowisko doradcy przy Ministerstwie Wojskowym Mongolskiej Republiki Ludowej. Od I 1936 do VII 1937 dowódca i komisarz 10 Tersko-Stawropolskiej Dywizji Kawalerii. Odznaczony dwoma Orderami Czerwonego Sztandaru (29 maja 1921 i 22 lutego 1933). 
10 sierpnia 1937 aresztowany przez funkcjonariuszy NKWD obwodu moskiewskiego, 5 czerwca 1938 skazany na śmierć i rozstrzelany. 18 lipca 1956 pośmiertnie zrehabilitowany.